# Zádorfalva
Zádorfalva község Borsod-Abaúj-Zemplén vármegyében, a Putnoki járásban.

## Fekvése
Az Aggteleki-karszt és a Borsodi-dombság között fekszik a Szuha-patak völgyében, Aggtelektől 11 kilométerre, Ózdtól pedig 29 kilométerre.
A közvetlenül határos települések: észak felől Trizs, kelet felől Ragály, délkelet felől Alsószuha, délnyugat felől Kelemér és Gömörszőlős, északnyugat felől pedig Szuhafő.

### Megközelítése
A településen végighalad délnyugat-északkeleti irányban a 2601-es út, ezen érhető el a 26-os főút serényfalvai szakasza, illetve Ragály felől is. A tőle délkeletre fekvő közeli településekkel a Szuha-patak folyását kísérő 2605-ös út, Szuhafővel pedig 26 102-es számú mellékút köti össze.

## Története
Kisnemesi falu volt. Névadóját Zádornak hívták, s a 13. század elején élt. A 13. századig királyi birtok volt, majd a Zádor család kapta meg adományként. Évszázadokon keresztül a Zádortól leszármazott családok kezén volt. Egyes összeírásokban Zádorfala néven szerepelt.
A település 1923-ig Gömör és Kishont vármegye, 1923 és 1938 között Borsod, Gömör és Kishont vármegye, 1938 és 1945 között ismét Gömör és Kishont vármegye, majd 1945-1949 között Borsód-Gömör vármegye része volt.

## Közélete

### Polgármesterei
- 1990–1994: Gönczy Sándor (független)[3]
- 1994–1998: Nagy Pál (független)[4]
- 1998–2002: Kósik István (független)[5]
- 2002–2006: Kósik István (független)[6]
- 2006–2010: Gulyásné Deli Ágnes (független)[7]
- 2010–2014: Ruszó Zorán (független)[8]
- 2014–2019: Ruszó Zorán (független)[9]
- 2019–2020: Horváth Tibor (független)[10]
- 2022–2024: Lázi Csaba (független)[11]
- 2024– : Lázi Csaba (független)[1]

A településen 2022. július 3-án időközi polgármester-választást kellett tartani, mert az előző faluvezető 2020. október 23-án elhunyt. A választást eredetileg még 2021. január 17-ére írták ki, de abban az időpontban már nem lehetett megtartani, a koronavírus-járvány kapcsán elrendelt korlátozások miatt, és új időpontot sem lehetett kitűzni azok feloldásáig. A választáson elindult a néhai faluvezető 2010–1019 közti elődje is, de öt jelölt közül csak a negyedik helyet tudta megszerezni.

## Népesség
A település népességének változása:
| Lakosok száma | 465  | 459  | 459  | 460  | 445  | 421  | 439  | 437  | 432  |
|               | 2013 | 2014 | 2015 | 2016 | 2017 | 2021 | 2022 | 2023 | 2024 |

2001-ben a település lakosságának 73%-a magyar, 27%-a cigány nemzetiségűnek vallotta magát.
A 2011-es népszámlálás során a lakosok 75,8%-a magyarnak, 0,2% bolgárnak, 31,3% cigánynak, 0,2% németnek mondta magát (24,2% nem nyilatkozott; a kettős identitások miatt a végösszeg nagyobb lehet 100%-nál). A vallási megoszlás a következő volt: római katolikus 31,7%, református 35,8%, görögkatolikus 0,9%, evangélikus 0,2%, felekezeten kívüli 5% (25,8% nem válaszolt).
2022-ben a lakosság 93,8%-a vallotta magát magyarnak, 42,1% cigánynak, 0,9% szlováknak, 0,5% németnek, 0,2% szerbnek, 0,2% lengyelnek (5,2% nem nyilatkozott; a kettős identitások miatt a végösszeg nagyobb lehet 100%-nál). Vallásuk szerint 33,3% volt római katolikus, 25,7% református, 5,2% görög katolikus, 2,3% egyéb katolikus, 1,4% egyéb keresztény, 16,9% felekezeten kívüli (15,3% nem válaszolt).

## Nevezetességei
- Református templom. A község feletti domboldalon áll. 1803-ban épült késő barokk stílusban.
- A falu egész képét meghatározza építészeti gazdagsága. Hagyományos népi lakóház is található több is a községben, s szép számmal kisnemesi kúria is.
- Lenkey-kúria. 1915-ben épült. A falu egyik legreprezentatívabb épülete.

## Itt születtek
- Fischer Sámuel (Zádorfalva, 1846 – Miskolc, 1917. júliusa) költő.[18]

## Külső hivatkozások
- Zádorfalva az utazom.com honlapján